# Rubí de Bracamonte
Rubí de Bracamonte es un municipio y localidad de España, en la provincia de Valladolid, comunidad autónoma de Castilla y León.

## Toponimia
El pueblo de Rubí de Bracamonte aparece citado por primera vez en los textos escritos en el año 1250, con el nombre de Ravé, como una de las parroquias medianas dependientes del Vicariato de Medina del Campo. 
Según se declara en un testamento otorgado en 1501, “antes se llamó Rabé”. 
Rabé era una villa próspera en los comienzos del siglo XVI, lo que se puede deducir de las cuantiosas sumas que sus habitantes emplearon en la edificación y ornamentación de su iglesia.
En el nomenclátor de Floridablanca, de 1785 se dice de ella “ser villa de Señorío secular”, pues ya en el año 1655 había pasado a manos de Luis Rubí de Bracamonte, marqués de Fuente el Sol.

## Geografía
La localidad de Rubí de Bracamonte se encuentra al sur de la provincia de Valladolid, al suroeste de Medina del Campo, alejada de ella unos 11 km. Se integra en las Campiñas Meridionales, caracterizadas por presentar unas formas suaves, en las que sólo resalta la presencia de algunas motas de escasa altura, elevados unos 30 o 40 metros.
Se sitúa a una altitud de 756 metros y su término municipal posee una extensión de 25,6 metros cuadrados.
A través de su término, se han señalado algunas rutas de senderismo de interés como son:
- La ruta de las Grullas, con un recorrido de 7 km aproximadamente.

- La ruta de las Fuentes, para visitar las fuentes naturales de la localidad, de un recorrido aproximado de 10 km.

## Geografía humana

### Demografía
Cuenta con una población de 214 habitantes (INE 2024).
| Gráfica de evolución demográfica de Rubí de Bracamonte entre 1842 y 2021                                              |
| |
| Población de derecho según los censos de población del INE. Población de hecho según los censos de población del INE. |

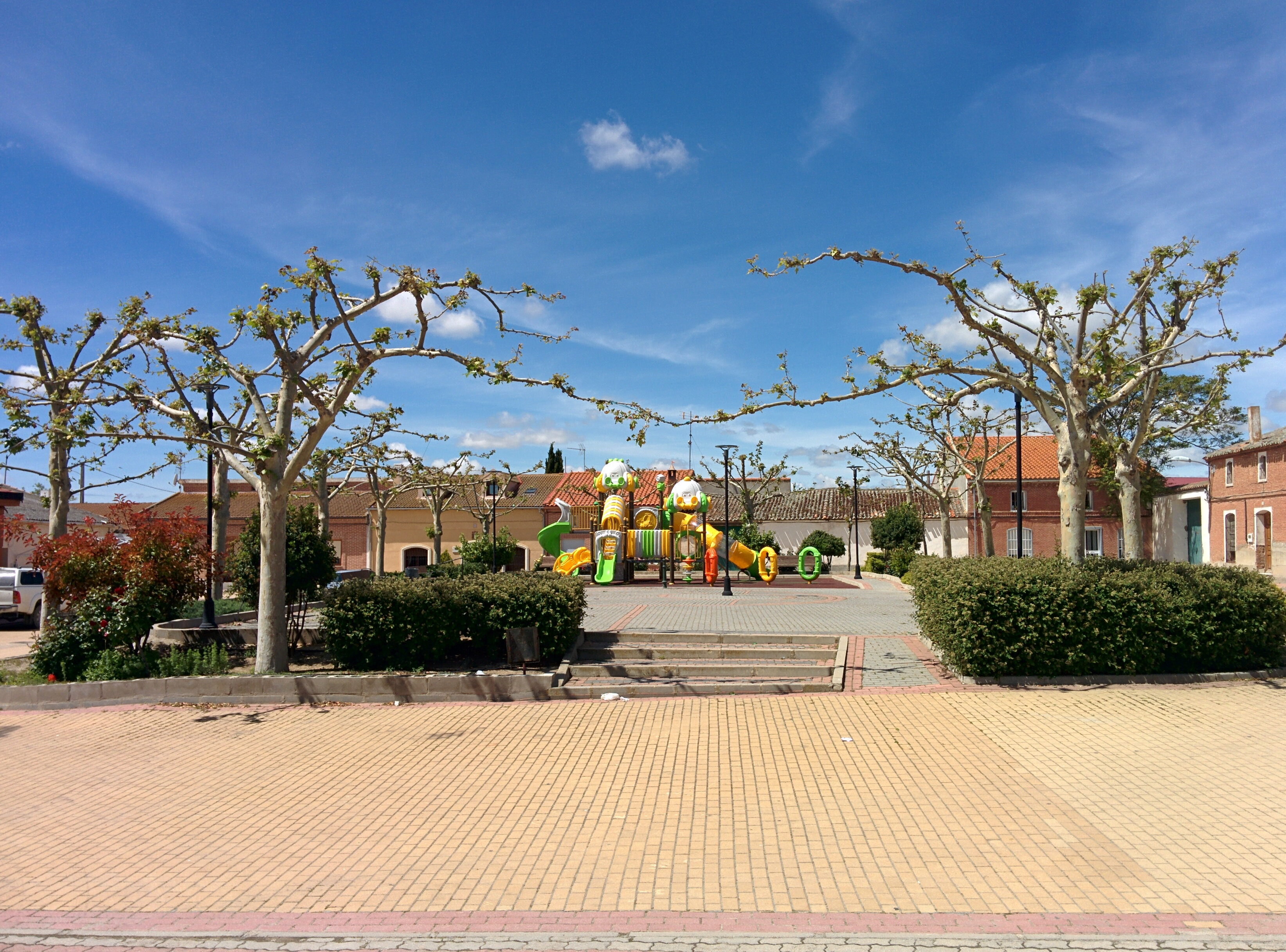
Plaza Mayor.

En la siguiente tabla se muestra la evolución del número de habitantes entre 1996 y 2017 según datos del INE.
| 348              | 352 | 340 | 333 | 327 | 314 | 303 | 305 | 317 | 313 | 309 | 309 | 291 | 280 | 287 | 279 | 257 | 247 | 236 | 234 | 247 | 213 |
| (Fuente: INE.es) |     |     |     |     |     |     |     |     |     |     |     |     |     |     |     |     |     |     |     |     |     |

NOTA: La cifra de 1996 está referida a 1 de mayo y el resto a 1 de enero.

## Administración y política

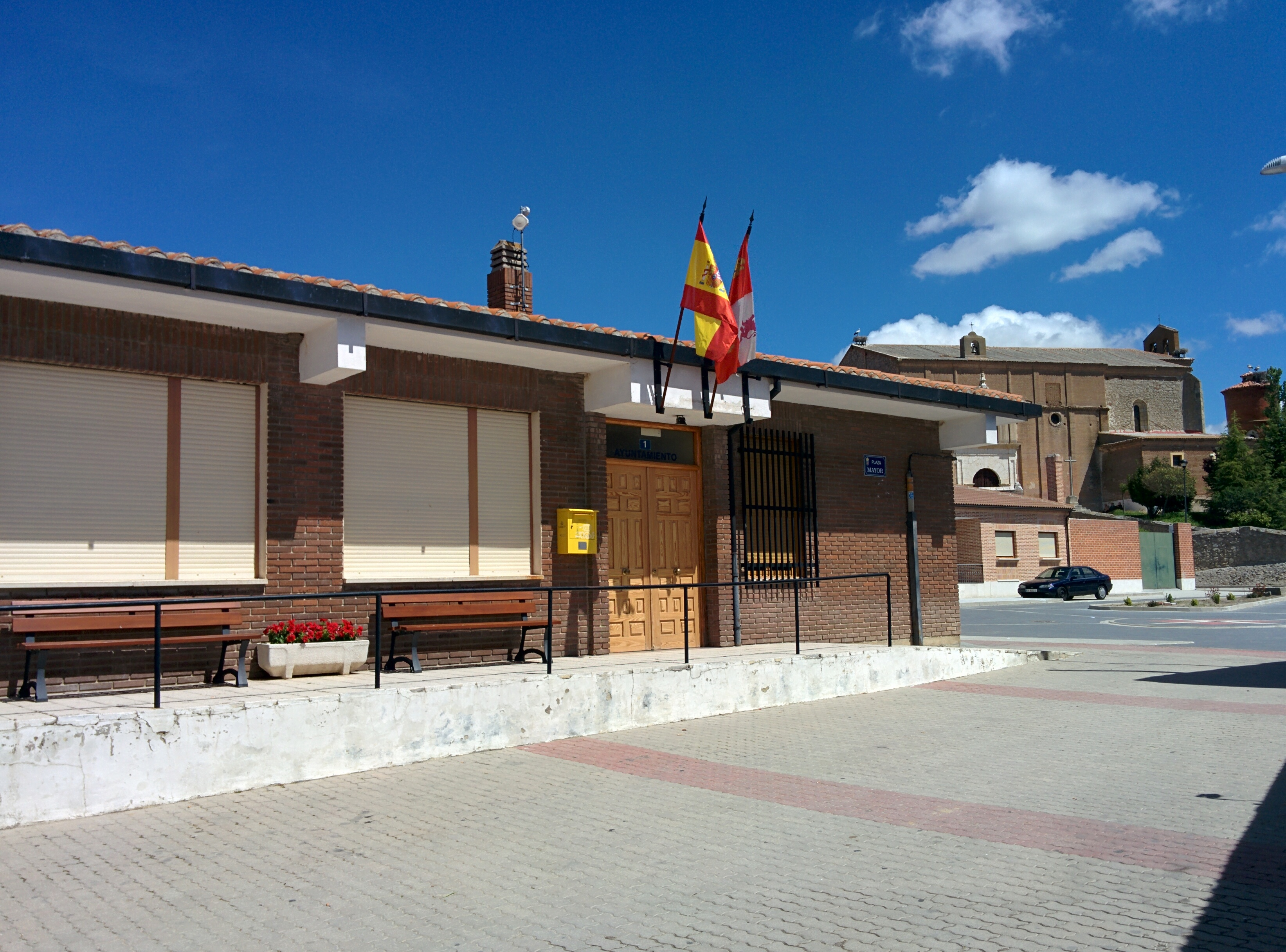
Casa consistorial

| Periodo   | Nombre                 | Partido |
| --------- | ---------------------- | ------- |
| 1995-1999 | Gerardo Pérez Garzón   | PP      |
| 1999-2003 | Manuel Sobrino Huerta  | PP      |
| 2003-2007 | Gerardo Pérez Garzón   | PP      |
| 2007-2011 | Daniel García Sánchez  | IU      |
| 2011-2015 | Rafael del Río Sánchez | PP      |
| 2015-2019 | Rafael del Río Sánchez | PP      |
| 2019-2023 | Rafael del Río Sánchez | PP      |

## Monumentos y lugares de interés

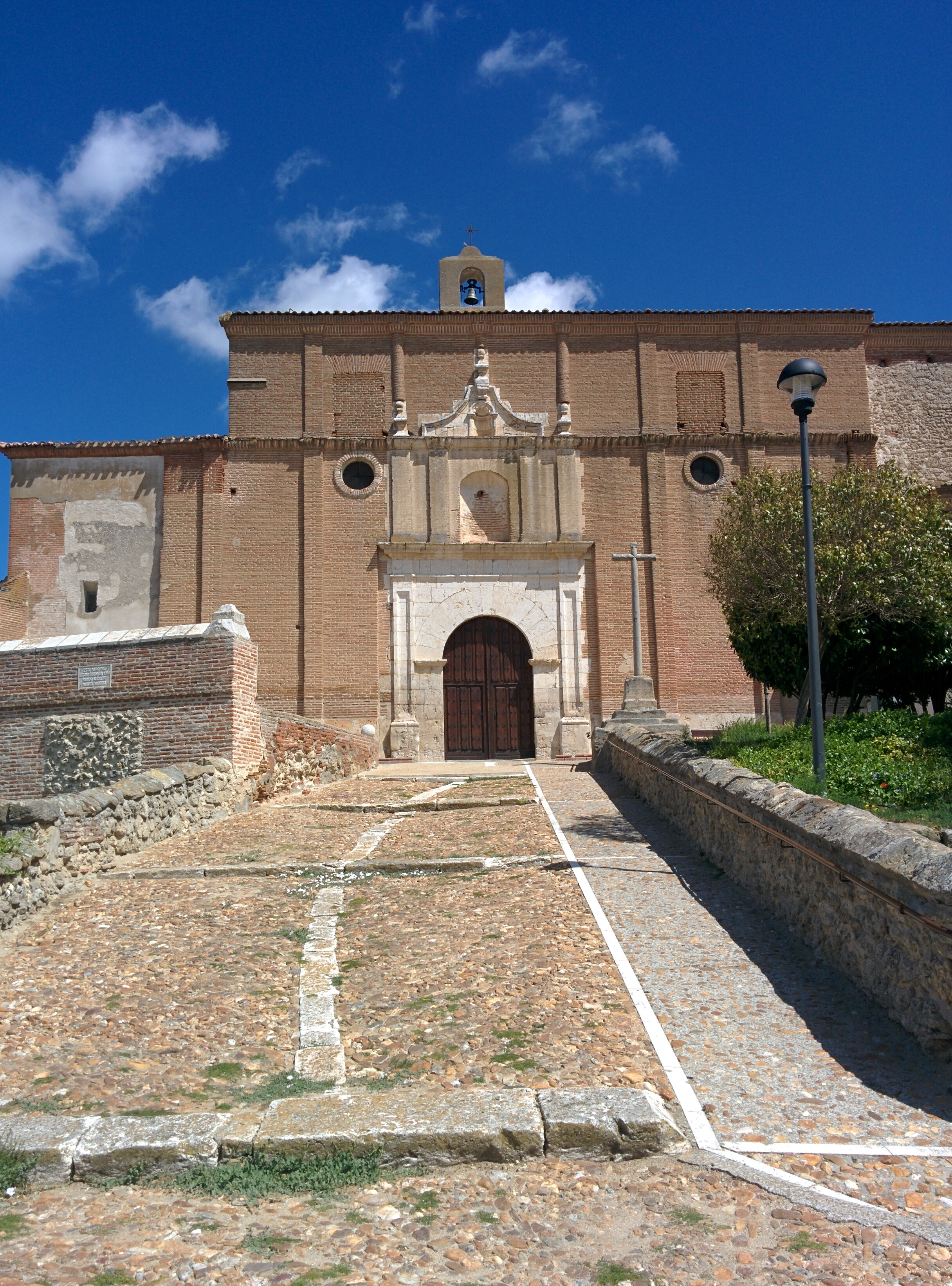
Iglesia de Santa María del Castillo.

- Iglesia parroquial de Santa María del Castillo: del siglo XVI, con planta rectangular y tres naves de estilo ojival de una misma altura. La iglesia se ubica sobre un montículo, en la parte alta del pueblo, donde se supone que antiguamente estuvo emplazada una fortaleza. La fábrica del templo se realizó durante un periodo temporal muy extenso en el tiempo, por lo que es una edificación de estilos eclécticos. La planta es rectangular, con tres naves a la misma altura. A los pies se sitúa un coro alto y apoyado en el mismo muro, la torre, derrumbada hace años. La fachada es sencilla, de piedra labrada a escoda.

- El retablo mayor: Es obra del tallista Martín de Arce realizada en 1685. El conjunto de pintura provenía de uno o varios retablos anteriores de la iglesia, de principios del siglo XVI. Un conjunto de las tablas, de estilo hispano-flamenco, se han atribuido al Maestro de Portillo, y el otro grupo de pintura renacentista, al círculo del Maestro de Ávila. El retablo está dedicado a la vida de la Virgen, cuya tabla principal es “La Virgen entronizada”. En el Banco, se sitúan las tablas de los profetas, siendo destacable la del profeta Isaías, por la peculiaridad de sus lentes.

## Cultura

### Fiestas patronales
Las fiestas se celebran el 13 de junio, en honor a San Antonio de Padua, con las clásicas verbenas alegrando las calles; y el 5 de agosto, dedicadas a Nuestra Señora de las Nieves, donde uno de sus actos principales es la marcha cicloturista que realizan.
San Antonio: Cómo curiosidad, es tradición que después de la procesión, cuando el santo ya está en la iglesia, las solteras y los solteros se acercan a tirar el cordón del santo pidiendo para que en ese año les salga novio.
Los que ya tienen pareja,  tiran del cordón pidiendo que les conserve la pareja.
Nuestra Señora de las Nieves: es la fiesta mayor. Dura unos cuatro o cinco días dependiendo del calendario. Es una fiesta de encuentro con veraneantes, familiares y amigos que disfrutan estos días del encuentro. Las peñas tienen gran importancia. Pues es el punto de encuentro, habitual ya es hacer "el recorrido de peñas" donde te vas encontrando a los vecinos y amigos del pueblo, ya cada peña tiene una característica que la hace particular, algunas se definen más por su encuentro gastronómico pues en esos días se juntan para comer y cenar, otras son el encuentro para los ratos de descanso donde siempre hay algo divertido que contar o que hacer. En algunas ya es tradicional hacer una parrillada. Hay buen ambiente entre todas las peñas prueba de ellos las peñas estas todas abiertas para todos y un día de las fiestas se juntan todos los peñistas a celebrar una comida, cada peña aporta lo que buenamente puede.
En el intermedio del baile, es cuando por norma general se recorre las peñas.
Ya tradicional en estas fiestas es la marcha cicloturista, ya se lleva realizando más de 15 años. Visitamos nuestros pueblos vecinos, Velascálvaro y Cervillego de la Cruz, en bicicleta, al final del recorrido se para en los pinares a recibir el avituallamiento: un rico bocadillo y refrescos.
Otros festejos
- 5 de enero: Cabalgata de Reyes Magos. Es un gran misterio esperar a sus majestades y descubrir en qué vehículo llegan este año: remolque, motos, coches, andando... es una sorpresa que hace ilusión a niños y grandes y la ilusión crece cuando unos de los pajes reales dice tu nombre para recibir un regalo de manos de rey, acompañado de un puñado de caramelos.
- Carnaval. Se celebra carnaval con baile de disfraces la noche del sábado, donde grandes y pequeños disfrutan de esta fiesta cubriendo su rostro con originales disfraces. Es tradición que el martes de carnaval, los niños se recorran las casas del pueblo pidiendo a cada vecino "un durito para los churumbeles" los vecinos gustosamente les dan lo que buenamente pueden, y al final del recorrido juntan todo el dinero para hacer una merienda y alguna que otra chuche.

- Semana del rastrillo de Manos Unidas: durante esa semana el pueblo colabora con esta Ong, de diferentes formas: tomando un chocolate o café que gustosamente hacen las voluntarias, comprando alguna manualidad o pieza de artesanía que se vende en el rastrillo o buscando patrocinadores para la marcha en la que nos encontramos con colaboradores de otros pueblos.

- 15 de mayo: San Isidro, es el patrón de los agricultores, y casi fiesta local, ese día se saca en procesión al patrón para que bendiga los campos y después se convida a limonada y aperitivos por parte de la cámara agraria.

- Julio: Festival de Navazorock: Un sábado del mes de julio desde el año 2007, se lleva realizando el Festival de Navazorock, potenciando la participación juvenil, pues son ellos los que se encargan de la organización, impulsando el valor por la cultura musical de la comarca. Pues este festival destaca porque actúan grupos que están comenzando y necesitan un impulso. En estos años han actuado grupos como Kain, Reas, Akupuntura, ...

- Navidad: Desde hace unos años, el domingo entre Navidad y Año Nuevo, se realiza la fiesta de Navidad, un encuentro para todas las edades donde los niños hacen una representación y los villancicos los pone voz "La coral de Rubí", es un día entrañable en el que además compartimos los polvorones, turrones...

### Asociaciones
- Asociación La Paloma
- Asociación Músico-Cultural "Las Nieves"
- Asociación Nuevas Tecnologías en el Mundo Rural ANTMR